# Cybathlon
Cybathlon — міжнародне спортивне змагання для спортсменів-інвалідів, які використовують біонічні протези або інші механічні пристрої, які замінюють втрачені або безповоротно пошкоджені частини тіла. Перше змагання відбулось 8 жовтня 2016 року в місті Клотену під егідою Швейцарського Національного центру робототехнічних досліджень.
Змагання проходять за аналогом Олімпійських ігор і включають наступні дисципліни: велоперегони за допомогою електричної стимуляції, перегони на інвалідних візках, забіг атлетів з протезами нижніх кінцівок, змагання людей з протезами рук, змагання між спортсменами, підключеними до нейрокомп'ютерних інтерфейсів, і забіг в екзоскелеті.

## Передумови
Cybathlon ініційований Федеральною вищою технічною школою Цюриха спільно з Швейцарським національним центром компетенції в області робототехніки, з метою використовувати дане змагання для сприяння розвитку та широкого використання біонічних технологій. У той час як інші міжнародні змагання для спортсменів-інвалідів, такі як паралімпійські ігри, не дозволяють учасникам використовувати допоміжні технології з підсилювачами, Cybathlon заохочує використання технологій підвищення продуктивності, таких як силові екзоскелети. Реєстрація для Cybathlon була відкрита в жовтні 2014 року, заявки приймалися до 1 травня 2016 року. У липні 2015 року в Цюріху відбулися репетиційні змагання, що дозволило командам протестувати і оцінити свої роботизовані допоміжні технології.

## Змагання
У 2016 році змагання проводилися в швейцарському місті Клотен, виступало 56 команд із 25 країн світу. Конкурси проводилися в шести категоріях (в залежності від видів допоміжних технологій): нейро-комп'ютерний інтерфейс, функціональне електричне стимулювання, протези рук, протези ніг, змагання на інвалідних візках і з екзоскелет. Конкурси організовані таким чином, щоб учасники змагання могли продемонструвати не тільки свої вміння, а й можливості допоміжних засобів, наприклад в категорії «протези рук» одним із завдань було порізати хліб, зняти одяг з дроту (попередньо знявши прищіпки), в категорії "Нейро -комп'ютерний інтерфейс "учасники управляли аватарами в спеціально розробленої комп'ютерної гри, і так далі.
Переможці:
- Нейро-комп'ютерний інтерфейс: Швейцарія, пілот Еркік Анселмо (Eric Anselmo) команда Brain Tweakers
- Функціональне електричне стимулювання: США, Марк Мун (Mark Muhn), команда Team Cleveland
- Протези рук: Нідерланди, Роберт Радоссі (Robert (Bob) Radocy), команда DIPO Power
- Протези ніг: Ісландія, Хелгі Свейнсон (Helgi Sveinsson), команда RHEO KNEE
- Екзоскелети: Німеччина, Андре ван Рюсшен (Andre Van Rüschen), команда ReWalk
- Інвалідних візки: Швейцарія, Флоріан Хосер (Florian Hauser), команда HSR Enhanced.[3]